# 1931년 전국체육대회 복싱
1931년 전국체육대회 복싱은 일제강점기 조선 경성부에서 개최된 1931년 전국체육대회의 경기 종목이다. '제1회 전조선아마추어권투선수권대회'로 개최되었으며 1931년 10월 22일부터 10월 23일까지 천도교기념관에서 개최되었다.

## 대회 진행
조선체육회는 조선일보의 후원으로 제1회 전조선아마추어권투선수권대회를 개최했다. 권투 종목은 1931년 10월 22일부터 이틀 동안 천도교기념관에서 개최되었고 5개 세부 종목으로 진행되었다.
플라이급에서 경성전기의 홍준표, 밴텀급에서 권투구락부의 김창엽, 페더급에서 양정고등보통학교의 김홍락, 라이트급에서 양정고등보통학교의 김정복, 웰터급에서 권투구락부의 이규환이 우승했다.

## 경기 결과

### 플라이급
| 결승 |                   |    |  |  |  |  |
|      |                   |    |  |  |  |  |
|      |                   |    |  |  |  |  |
|      | 홍준표 (경성전기) | 승 |  |  |  |  |
|      | 불명 (권투구락부) | 패 |  |  |  |  |

### 밴텀급
| 결승 |                     |    |  |  |  |  |
|      |                     |    |  |  |  |  |
|      |                     |    |  |  |  |  |
|      | 김창엽 (권투구락부) | 승 |  |  |  |  |
|      | 불명 (중앙)         | 패 |  |  |  |  |

### 페더급
| 결승 |                           |    |  |  |  |  |
|      |                           |    |  |  |  |  |
|      |                           |    |  |  |  |  |
|      | 김홍락 (양정고등보통학교) | 승 |  |  |  |  |
|      | 불명 (일대)               | 패 |  |  |  |  |

### 라이트급
| 결승 |                           |    |  |  |  |  |
|      |                           |    |  |  |  |  |
|      |                           |    |  |  |  |  |
|      | 김정복 (양정고등보통학교) | 승 |  |  |  |  |
|      | 불명 (권투구락부)         | 패 |  |  |  |  |

### 웰터급
| 결승 |                     |    |  |  |  |  |
|      |                     |    |  |  |  |  |
|      |                     |    |  |  |  |  |
|      | 이규환 (권투구락부) | 승 |  |  |  |  |
|      | 불명 (권투구락부)   | 패 |  |  |  |  |

## 참고 문헌
- 대한체육회 (1990). 《대한체육회 70년사》.
- 대한체육회 (2011). 《대한체육회 90년사》.
- “제12회 전국체육대회 복싱 경기 결과”. 대한체육회.[깨진 링크(과거 내용 찾기)]
- “아마추어拳鬪(권투) 選手權經過(선수권경과)”. 동아일보. 1931년 10월 25일.[깨진 링크(과거 내용 찾기)]